# Rimantas Jonas Dagys

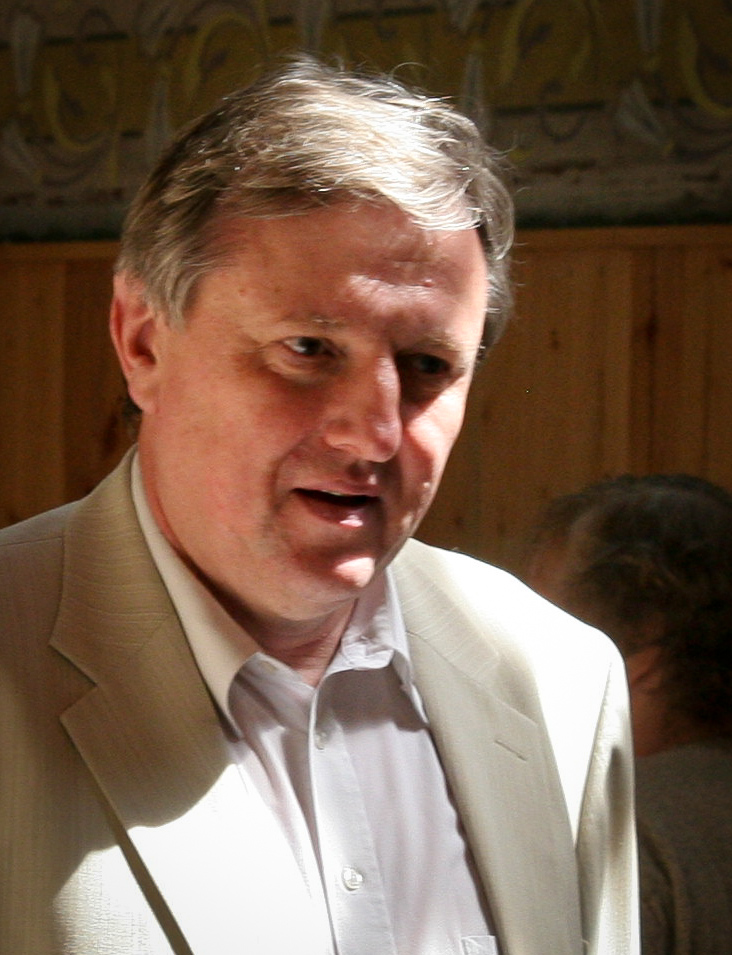
Rimantas Dagys

Rimantas Jonas Dagys (* 16. Juli 1957 in Tschiurubai Nuroje, Kasachische SSR) ist ein litauischer christdemokratischer Politiker, seit 2020 Leiter der Partei Krikščionių sąjunga.

## Leben
1964 kam er mit deportierten Eltern nach Litauen. Nach dem Abitur 1975 an der 24. Mittelschule Kaunas absolvierte er 1980 das Studium der Chemie an der Vilniaus universitetas (VU). Von 1980 bis 1992 war er wissenschaftlicher Mitarbeiter am Institut für Biotechnologie „Fermentas“. 1985 promovierte er in Chemie. Von 2001 bis 2002 lehrte er an der VU und an der Vilniaus pedagoginis universitetas. Von 2008 bis 2009 war er Sozialminister Litauens in der 15. Regierung (Kabinett Kubilius II).
Ab 1989 war er Mitglied von Lietuvos socialdemokratų partija, von  1999 bis 2001 Vorsitzende der „Socialdemokratija 2000“, ab 2002 der Tėvynės sąjunga. Von 1992 bis 2008 war er Mitglied im Seimas, von 1999 bis 2000 stellvertretender Parlamentspräsident. 